# 波爾登 (亞利桑那州)
波爾登（英語：Paulden）是位於美國亞利桑那州亞瓦派縣的一個人口普查指定地區。根據2010年美國人口普查，該地人口為5231人，而該地的面積約為147.79平方千米。

## 地理
波爾登的座標為34°54′03″N 112°29′03″W / 34.90083°N 112.48417°W，而該地最高點為海拔高度1344米（即4408英尺）。